# Elwyn Jones
Frederick Elwyn Elwyn-Jones, baron Elwyn-Jones, znany jako Elwyn Jones (ur. 24 października 1909 w Llanelli, zm. 4 grudnia 1989) – brytyjski prawnik, dziennikarz i polityk, członek Partii Pracy, minister w rządach Harolda Wilsona i Jamesa Callaghana.
Wykształcenie odebrał na Uniwersytecie Walii w Aberyswyth oraz w Gonville and Caius College na Uniwersytecie Cambridge. Studiował prawo. Po studiach został tymczasowym sędzią (Recorder) w hrabstwie Merthyr Tydfil. W tym czasie pracował również jako dziennikarz. Był niższym rangą brytyjskim urzędnikiem podczas procesów norymberskich oraz podczas procesu marszałka von Mansteina w Hamburgu.
W 1945 r. został wybrany do Izby Gmin jako reprezentant okręgu Plaistow. Po likwidacji tego okręgu w 1950 r. Jones przeniósł się do okręgu West Ham South. Od lutego do maja 1974 r. reprezentował okręg wyborczy Newham South.
Kiedy premierem został Harold Wilson w 1964 r. Jones objął stanowisko prokuratora generalnego Anglii i Walii. Na tym stanowisku był oskarżcielem w sprawie morderców z Moor - Iana Bradyego i Myry Hindley, oskarżonych o zamordowanie pięciorga dzieci w latach 1963-1965. W 1974 r. został kreowany parem dożywotnim jako baron Elwyn-Jones i zasiadł w Izbie Lordów. W gabinetach Wilsona i Callaghana pełnił funkcję Lorda Kanclerza. Od 1964 r. był członkiem Tajnej Rady.
W 1937 r. poślubił Pearl Binder (1904 - 1990). Miał z nią syna i dwie córki. Zmarł w 1989 r. i został pochowany na Central London Cemetery.